# 新客站不夜城商圈

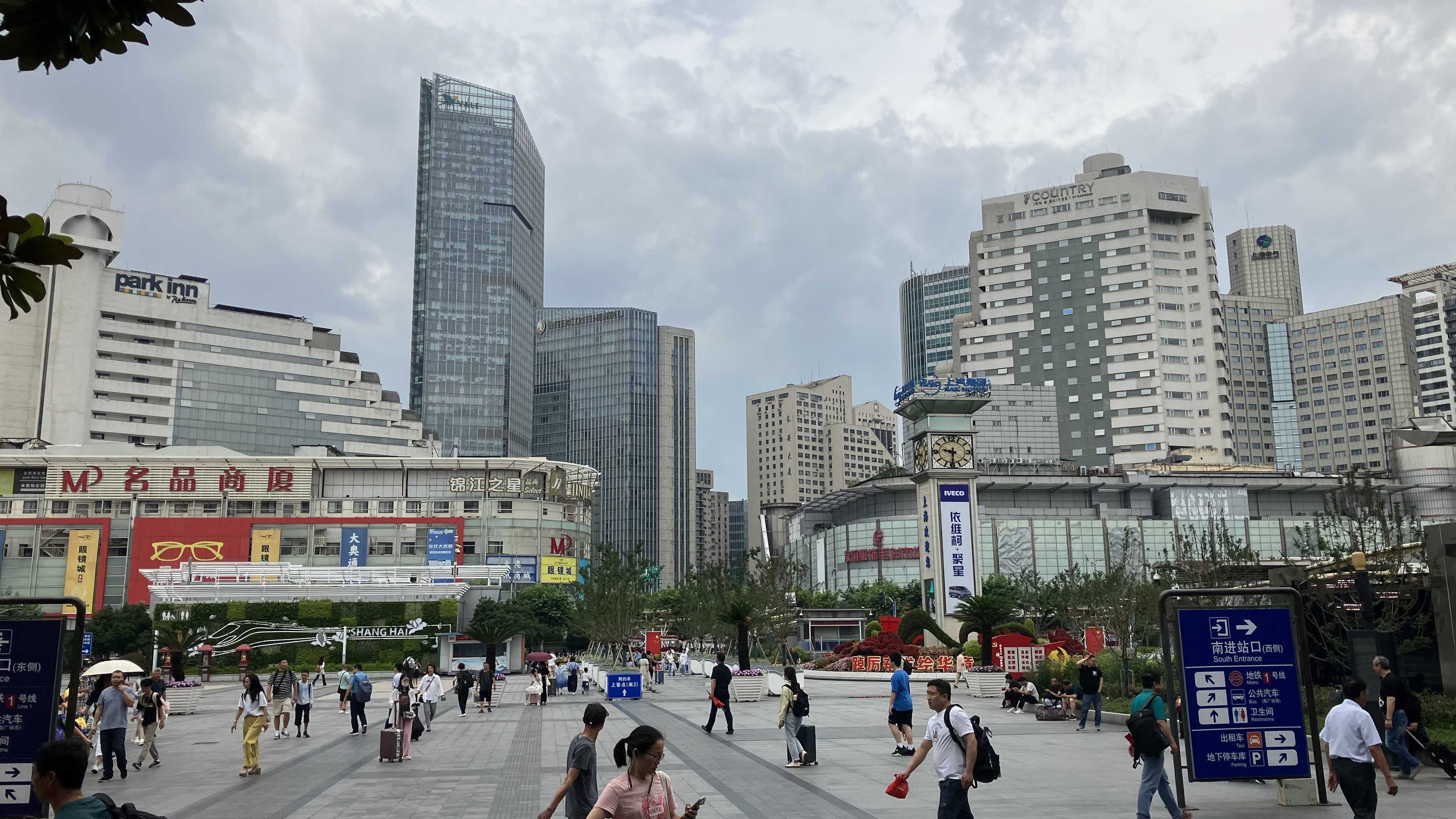
上海新客站南广场

新客站不夜城商圈又稱上海站不夜城、铁路上海站中央商业设施，上海市级商业中心之一，位于靜安区，以铁路上海站为中心，南起苏州河，北至中兴路，东起南北高架路，西临苏州河。规划面积1.24平方公里。
其中天目西路、恒丰路、铁路之间区域为第一层圈，是以铁路客运及服务设施为主的区域；天目西路、长安路以东区域和铁路以北为第二层圈；长安路西南、苏州河以北为第三层圈。

## 历史
清末民初，该地区是闸北华界的发源地。上海站不夜城是八五计划期间上海开发建设的第三产业项目。
1986年上海新客站启用后，周边地区依旧保持旧棚户区的状态。1991年8月下旬，当时的中共闸北区委、区政府召开会议研究推进铁路上海站地区建设。1992年5月，不夜城开发办公室成立并开始对外发布土地批租消息，之后与嘉里集团、恒基、丽新集团等港资、台资公司签订批租协议，原居民则搬迁至位于闸北区彭浦镇、宝山区前进村的动迁房。2000年，不夜城基本建成。

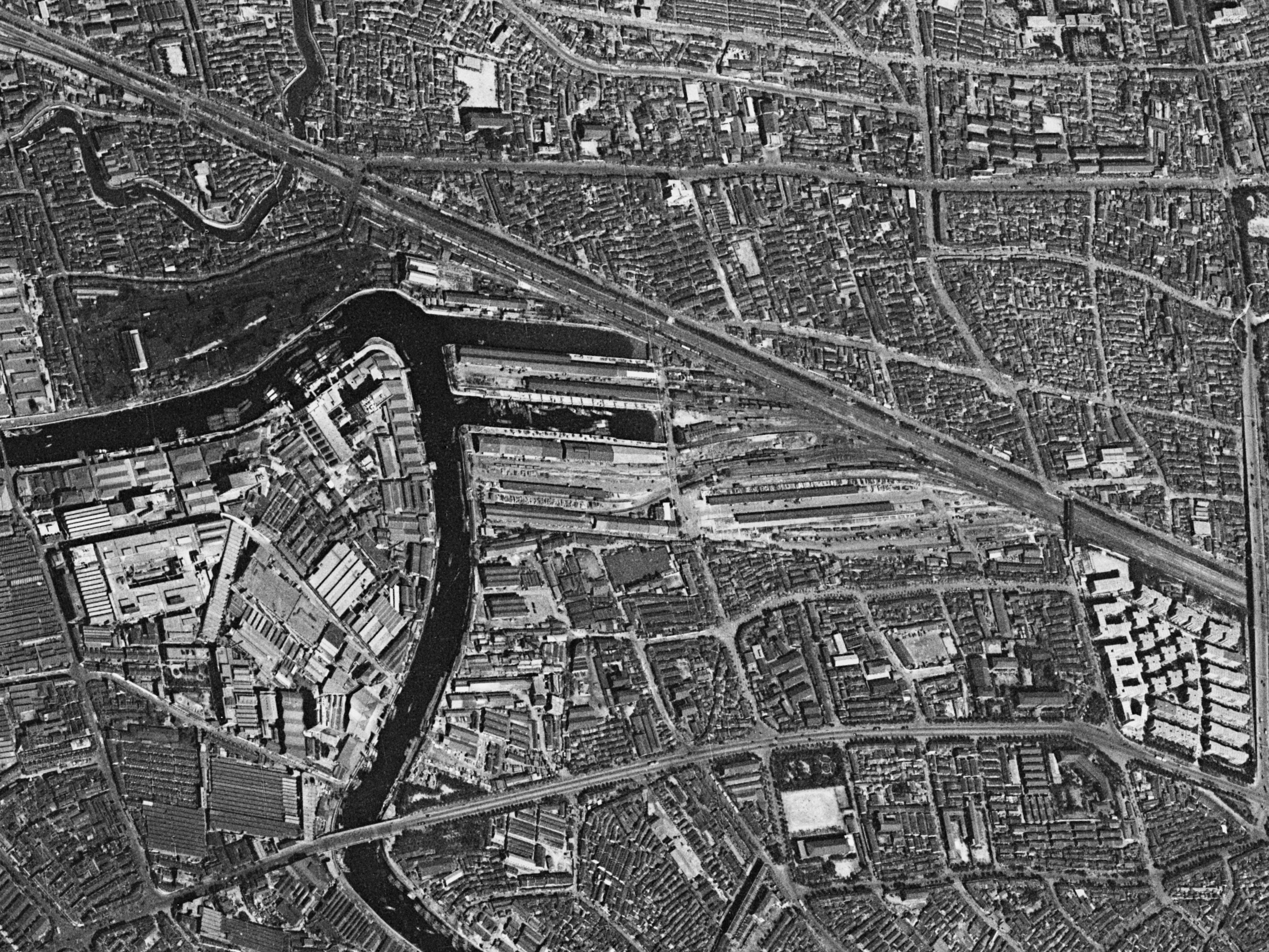
两湾一宅、上海东货场和蕃瓜弄卫星图（1966年）
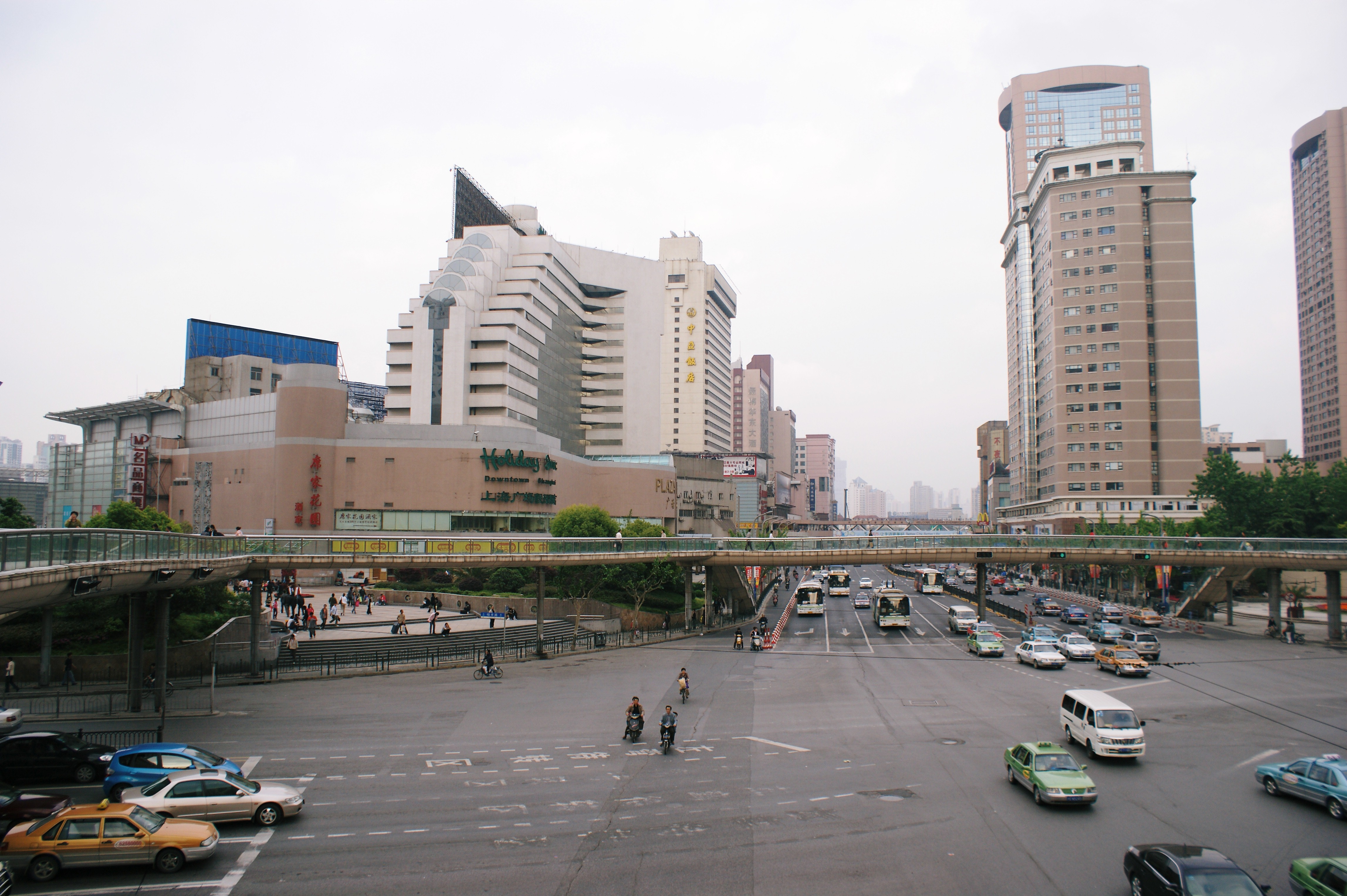
天目西路、恒丰路交叉口（2009年）
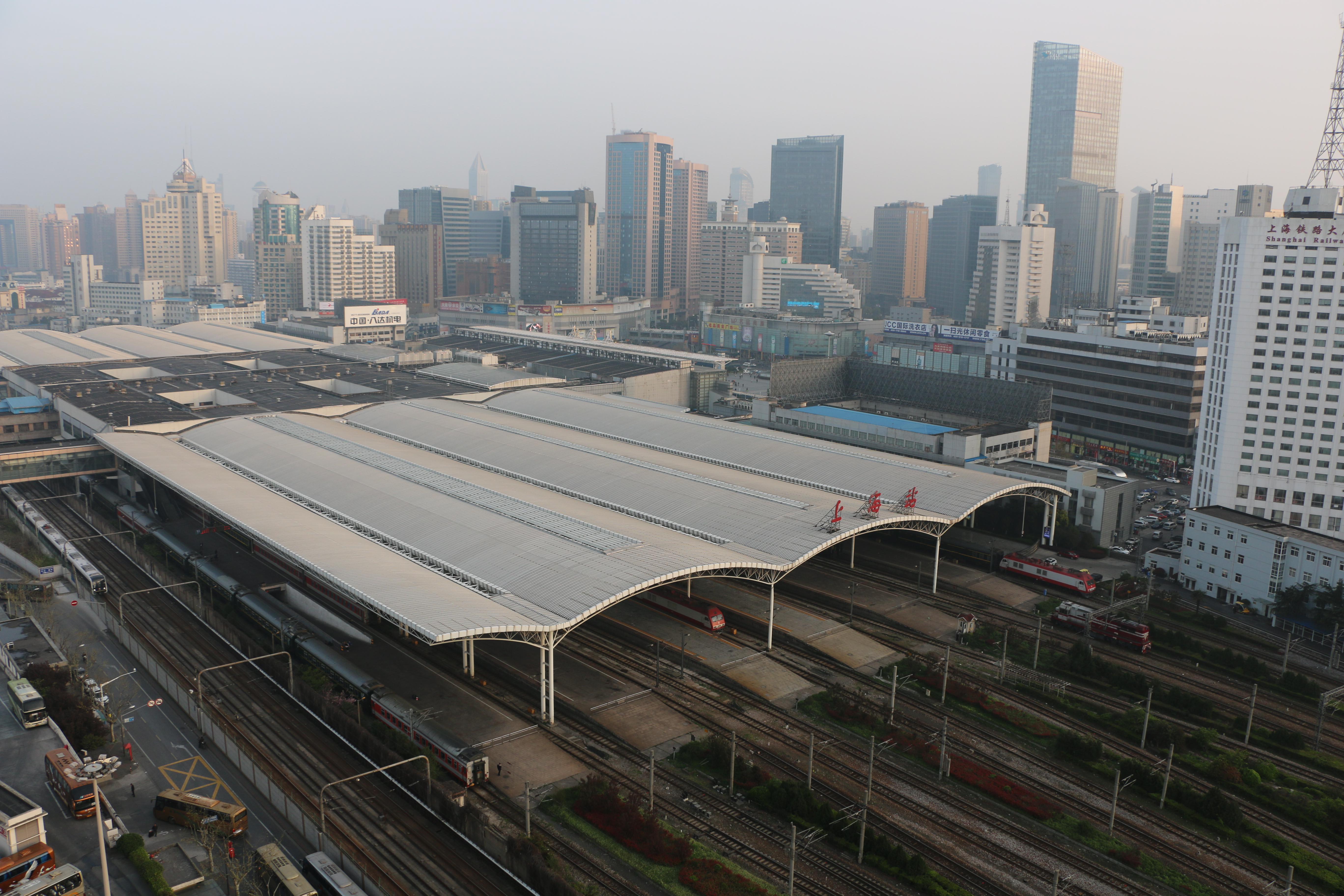
新客站不夜城商圈（2016年）

## 设施
新客站不夜城商圈有三、四星级的新亚广场大酒店、新亚长城大酒店；经营高、中档现代百货商品的名品商厦、心族商厦，铁路上海站西侧有环龙商场。
建设于1995年的沪港合作項目不夜城商厦，集百货零售、餐饮娱乐、商务办公为一体，总面积达3万余平方米。不夜城白玉兰广场位于铁路上海站中央广场步行街南端。广场商业24小时服务。